# Timeless (álbum de Goldie)
Timeless es el álbum debut de Goldie, productor de drum and bass británico. Publicado en 1995, está considerado como uno de los discos más influyentes de los años 1990.

## Canciones

### Álbum en dos discos

#### Disco 1
1. "Timeless" – 21:01
  - i. Inner City Life
  - ii. Pressure
  - iii. Jah
2. "Saint Angel" – 7:14
3. "State of Mind" – 7:05
4. "This Is a Bad" – 5:56
5. "Sea of Tears" – 12:03
6. "Jah The Seventh Seal" – 6:36

#### Disco 2
1. "A Sense of Rage (Sensual VIP Mix)" – 7:05
2. "Still Life" – 10:50
3. "Angel" – 4:56
4. "Adrift" – 8:29
5. "Kemistry" – 6:48
6. "You and Me" – 7:04
7. "Inner City Life (Baby Boy's Edit)" – 3:34
  - Remix de Photek, bonus track en EE. UU.
8. "Inner City Life (Rabbit's Short Attention Span Edit)" – 4:20
  - Remix de Rabbit in the Moon, bonus track en EE. UU.

### Álbum en un solo disco
1. "Timeless"
  - i. Inner City Life
  - ii. Pressure
  - iii. Jah
2. "Saint Angel"
3. "State of Mind"
4. "Sea of Tears"
5. "Angel"
6. "Sensual" – 8:13
7. "Kemistry"
8. "You and Me"

### Álbum en doble LP
Side A
1. "Saint Angel"
2. "This is a bad"

Side B
1. "Kemistry (V.I.P. Mix)"
2. "You & Me"

Side C
1. "Still Life"
2. "Still Life - V.I.P. Mix (The Latino Dego in Me)"

Side D
1. "Jah the Seventh Seal"
2. "A Sense of Rage (Sensual V.I.P. Mix)